# Довжанський
47°51′30″ пн. ш. 39°45′17″ сх. д. / 47.85833° пн. ш. 39.75472° сх. д.
Довжа́нський — закритий пункт пропуску через державний кордон України на кордоні з Росією.
Розташований у Луганській області, Довжанський район неподалік від селища Довжанське на автошляху М03 E50. З російського боку розташований пункт пропуску «Новошахтинськ», Ростовська область.
Вид пункту пропуску — автомобільний. Статус пункту пропуску — міжнародний.
Характер перевезень — пасажирський, вантажний.
Окрім радіологічного, митного та прикордонного контролю, пункт пропуску «Довжанський» може здійснювати санітарний, фітосанітарний, ветеринарний, екологічний та контроль Служби міжнародних автомобільних перевезень.
Пункт пропуску «Довжанський» входить до складу митного посту «Довжанський» Луганської митниці. Код пункту пропуску — 70207 02 00 (11).

## Закриття пункту пропуску
5 червня 2014 року Кабінет Міністрів України «з міркувань громадської безпеки та з метою запобігання виникненню загрози життю та здоров'ю населення внаслідок небезпечних подій, які відбуваються на окремих територіях», ухвалив рішення про припинення руху через даний пункт пропуску (а також через сім інших пунктів на російсько-українському кордоні).
Протягом літа 2014 року на території пропускного пункту велись бойові дії між українською армією і проросійськими формуваннями. 8 серпня 2014 року пункт перейшов під контроль терористичної організації ЛНР.